# 기관지동맥
인체 해부학에서 기관지동맥(氣管支動脈, bronchial arteries)은 허파에 영양분과 산소가 풍부한 혈액을 공급하는 동맥이다. 변이가 많지만 보통 오른허파로 가는 기관지동맥이 하나, 왼허파로 가는 기관지동맥이 두 개로 총 세 개의 기관지동맥이 존재한다.

## 구조
보통 왼기관지동맥이 두 개, 오른기관지동맥이 한 개이다.
왼기관지동맥(위, 아래)은 내림가슴대동맥에서 직접 갈라져 나온다.
단 한 개 존재하는 오른기관지동맥은 다음의 동맥들 중 하나에서 갈라져 나온다.
1. 오른쪽 셋째 뒤갈비사이동맥과 함께 내림가슴대동맥에서 공통 동맥으로 갈라져 나온다.
2. 왼쪽의 위기관지동맥
3. 모든 오른쪽 갈비사이동맥 중 하나. 대부분 셋째 오른쪽 뒤갈비사이동맥이다.

## 기능
기관지동맥은 허파의 결합조직과 기관지에 혈액을 공급한다. 기관지를 따라 주행하며 가지를 내고, 호흡세기관지의 수준에서 끝난다. 허파동맥의 가지와 문합하며, 둘은 함께 내장가슴막에 혈액을 공급한다.
기관지동맥이 공급한 산소가 풍부한 혈액의 대부분은 기관지정맥이 아닌 허파정맥을 통해 환류한다. 그 결과로 좌심장으로 돌아간 혈액은 허파의 모세혈관계의 혈액보다 산소가 약간 더 적다.
각 기관지동맥은 식도에 혈액을 공급하는 가지가 있다.

### 허파동맥과 비교
둘 모두 허파에 혈액을 공급하기 때문에 기관지동맥과 허파동맥은 혼동하기 쉽다. 그러나 두 동맥은 중요한 차이점들이 몇 있다.
| 동맥       | 기능                                      | 순환     | 직경        |
| 허파동맥   | 우심실에서 나온 산소가 부족한 혈액을 공급 | 허파순환 | 비교적 큼   |
| 기관지동맥 | 좌심실에서 나온 산소가 풍부한 혈액을 공급 | 온몸순환 | 비교적 작음 |

## 임상적 중요성
직경이 2mm보다 큰 경우 기관지동맥이 확장되었다고 간주한다. 기관지동맥이 심하게 팽창되는 경우에는 선천성 심장 또는 허파 질환, 허파동맥의 폐쇄, 허파의 염증 등이 있다.
만성 혈전색전성 폐고혈압이 있는 경우 기관지동맥이 보통 커지며 구불구불해진다.
현대적인 수술 기술을 이용하면 기관지동맥 재연결 없이 문합이 잘 치유된다. 주로 이 때문에 기관지동맥 순환은 폐 이식 중에 희생한다. 대신 기도에 혈액 관류를 유지하기 위해 미세순환에 의존한다. 이 미세순환은 아마 산소가 떨어진 허파순환에서 발생한다.
기관지동맥의 동맥류는 대동맥류와 비슷할 수 있다. 기관지동맥색전술(BAE)은 기관지동맥으로 카테터를 삽입하여 객혈을 치료하기 위한 시술이다. 대부분의 폐 종양은 기관지동맥에 의해 혈액을 공급 받으므로 화학색전술(종양에 혈액을 공급하는 동맥에 직접 화학요법을 위한 약제를 주입하는 치료)로 치료할 수 있다.
허파동맥이 결찰되거나 색전으로 인해 막혔을 때 폐경색이 일어나는 것은 매우 드물다는 점에서, 기관지동맥이 허파에 영양분을 공급한다는 사실을 알 수 있다. 기관지동맥은 폐 조직에 산소가 풍부한 혈액 공급을 유지할 수 있다.